# 河口村 (托克托县)
40°14′56.47″N 111°9′54.29″E / 40.2490194°N 111.1650806°E
河口村，中华人民共和国内蒙古自治区呼和浩特市托克托县双河镇所辖的一个行政村，行政区划代码150122100224。
河口村距托克托县城约6.5公里，是黄河中上游的分界点，自古以来就是黄河流域重要的水陆交通枢纽。早在3,000年前的春秋战国时期，这里就有黄河水运的历史；至清朝初年，水运逐渐繁荣，成为当时重要的水运码头，河口古镇在塞外边疆乃至华北地区都闻名遐迩。2014年被内蒙古自治区住建厅确定为第二批“自治区级美丽宜居示范小镇村庄”。